# Автомагістраль А51 (Франція)
Автомагістраль A51 — частково завершена автомагістраль на південному сході Франції. Це довгостроковий проект з’єднання Марселя з Греноблем через Екс-ан-Прованс, долину Дюранс і департамент Верхні Альпи.

## Маршрут

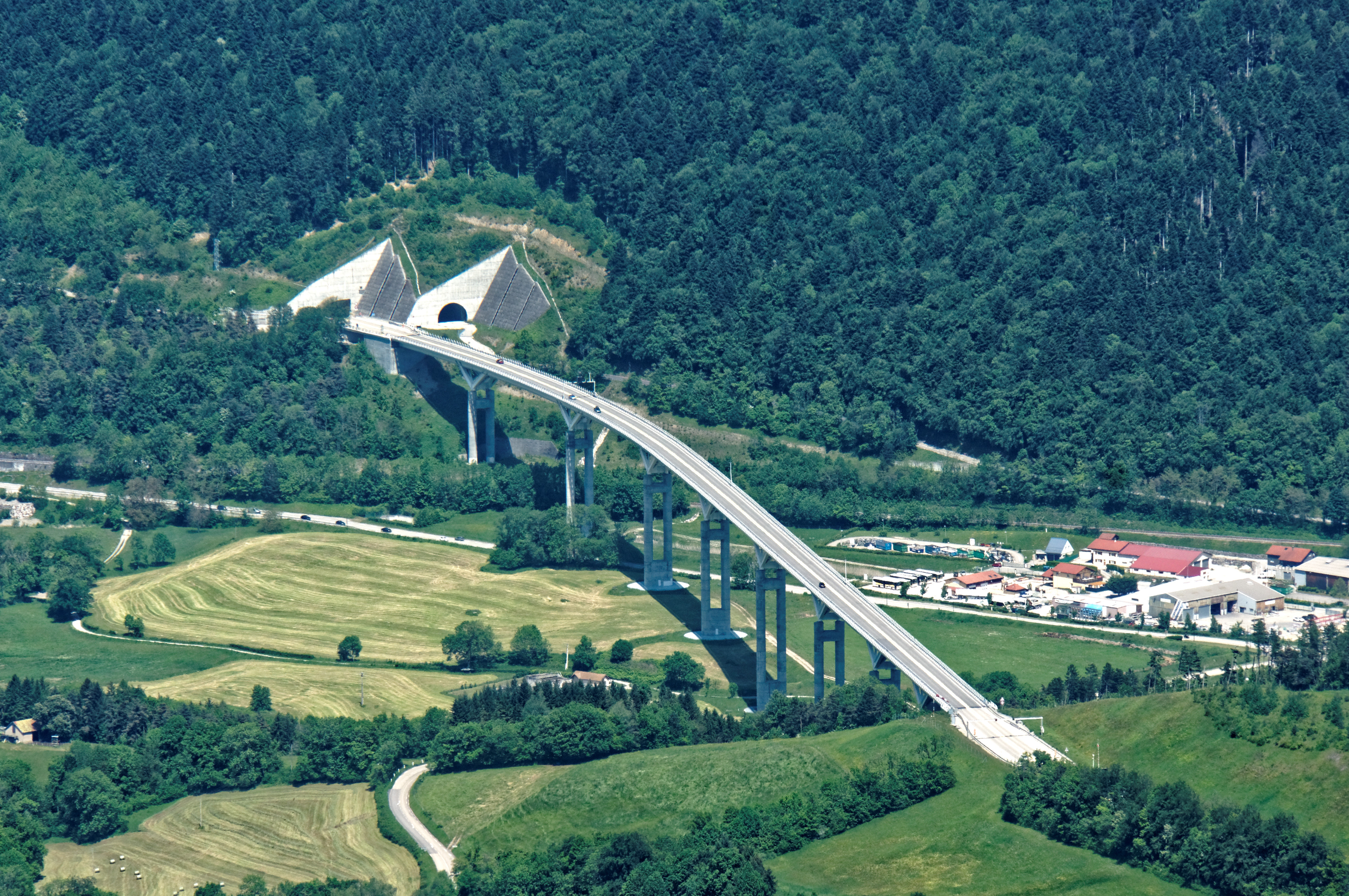
Автотраса А51

Автомагістраль проходить через міста Екс-ан-Прованс, Пертюї, Маноск, Сістерон, а потім Дінь-ле-Бен і Таллард. У департаменті Ізер він проходить повз Монетьє-де-Клермон, Віф і Варсе-Альєр-е-Ріссе. Автомагістраль забезпечує доступ до південно-західних Альп для жителів півдня Франції.

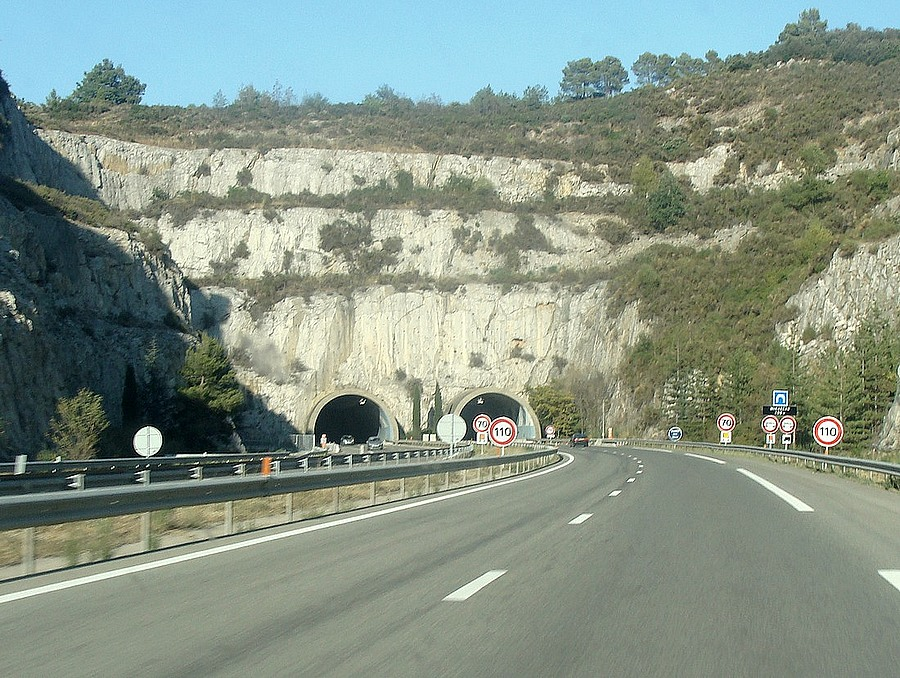
Тунель Жука на A51

Його головна ділянка з'єднує Марсель з Екс-ан-Провансом і долиною Дюранс на північ від Сістерона (Солсе). Тільки 18 км є безкоштовним між Марселем і Екс-ан-Провансом, решта 128 km — це платна дорога, яку експлуатує Escota між Екс-ан-Провансом і Солсе. В Екс-ан-Прованс автомагістраль на короткий час стає двопроїзною дорогою N296 між виїздами Жас-де-Буфан і Екс-ле-Платан. Ця ділянка, де вона зустрічається з N7, спочатку була запропонована як автошлях, але будівництво згодом скомпрометувало маршрут. Є обмеження швидкості 50 км/год на частині N296.
Ділянка в кінці Гренобля, від Варсеса до Койнеля (17 км), було відкрито в липні 1999 року. Це було продовжено в березні 2007 року, коли наступна ділянка, що з'єднує Койнель з Коль-дю-Фо (10,5 км), відкрито в березні 2007 року. Це включає 4.5 км, яка являє собою одну проїжджу частину через тунель Синард і над Віадук де Монестьє. Ця північна ділянка також є платною дорогою, але нею керує AREA. Це значно зменшило затори влітку через комуну Монестьє.

## Історія
Перша ділянка була побудована в 1953 році, вона з'єднувала Autoroute de nord (відкрита в 1951 році) до Кабрієса. Лише в 1970 році він був розширений до Екс-ан-Провансу та A8. Будівництво ділянки від Гренобля до Сістерона викликало протести через вплив на навколишнє середовище. Наприклад, у 1995 році демонстранти блокували роботу, прикуваючись до будівельної техніки.

## Майбутнє
Після багатьох міністерських і політичних змін, а також напруженості між місцевими жителями. В результаті добудова автомагістралі стоїть на порядку денному вже 20 років.
Якщо всі ділянки буде завершено, дорога від Гренобля до Марселя триватиме 2 години 40 хвилин (замість поточних 3 годин 30 хвилин). Однак є кілька проблем:
- Проект дороги
- Клас доріг (платна/безкоштовна автотраса, швидкісна траса або модернізація існуючих доріг (N75 та N85)
- Вартість проекту.
- Сильний екологічний вплив маршруту.

Автомагістраль має проходити посередині Південно-Дофінських (Трієвських) Альп. Існували два варіанти маршруту між Коль-де-Фо (Монестьє-де-Клермон) і кінцем південної ділянки біля Гапа:
1. «Високий шлях» був найпрямішим маршрутом через кілька високих перевалів до Сістерона (бюджет на той час передбачався в 1,8 мільярда євро)
2. «Gap East» (через долину Drac, Col de Bayard і Avance valley) до Saulce, нинішнього кінця автомагістралі від Марселя (бюджет становитиме приблизно 2,2 мільярда євро).

Після публічного розслідування, організованого між 2005 і 2006 роками, міністр пан Пербен оголосив у 2006 році, що A51 буде побудовано на маршруті Gap East. Однак видання Національної схеми транспортної інфраструктури (SNIT) 2011 року не передбачало завершення цього розділу. Завершення до 2025 року малоймовірне.